# Сельское поселение Сусоловское (Вологодская область)
Сельское поселение Сусоловское — упразднённое сельское поселение в составе Великоустюгского района Вологодской области.
Центр — посёлок Сусоловка.
Сусоловское сельское поселение находилось на северо-востоке области, на границе с Кировской и Архангельской областями.
Население по данным переписи 2010 года — 878 человек, оценка на 1 января 2012 года — 823 человека.
С 1 января 2022 года было упразднено в результате объединения с сельским поселением Заречным.

## История
Станция Сусоловка была построена в 1895 году. Посёлок Сусоловка вошёл в состав Великоустюгского района Вологодской области в 1951 году, до этого он относился к Лальскому району Кировской области. В 1952 году был образован Сусоловский сельсовет, в который вошли также посёлок Северный Усть-Алексеевского леспромхоза, поселок Палемский лесхимартели.
Сусоловское сельское поселение образовано 1 января 2006 года в соответствии с Федеральным законом № 131 «Об общих принципах организации местного самоуправления в Российской Федерации».
В его состав вошёл Сусоловский сельсовет.

## Экономика
Основной сферой экономики являются лесозаготовка и переработка. Станция Сусоловка является единственной на территории Вологодской области станцией линии Киров — Котлас, которая была построена в 1897—1898 годах как лесовозная ветка. В 1941 году был основан Сусоловский лесопункт, в 1948 году он был преобразован в Сусоловский леспромхоз. В 2004 году леспромхоз обанкротился.
В поселке Химзавод существовал завод, выпускавший уксусно-кальциевый порошок, позже — древесный уголь. Завод был закрыт в 1970-е годы.
На территории сельского поселения работают учреждения культуры, библиотеки, отделение связи, участковая больница, аптека, железнодорожный вокзал.

## Население
| 2011 | 2012 | 2013 | 2014 | 2015 | 2016 | 2017 |
| ---- | ---- | ---- | ---- | ---- | ---- | ---- |
| 872  | ↘823 | ↘782 | ↘735 | ↘693 | ↘633 | ↘587 |
| 2018 | 2019 | 2020 | 2021 |      |      |      |
| ↘541 | ↘499 | ↘457 | ↗530 |      |      |      |

## Населённые пункты
В 1999 году был утверждён список населённых пунктов Вологодской области. С тех пор состав Сусоловского сельского поселения не изменялся.
В состав сельского поселения входили 3 посёлка.
| Населённый пункт  | ОКАТО          | Рег. номер | Расстояние до районного центра, км | Расстояние до центра поселения, км | Индекс | Население (2008) | Координаты                      |
| ----------------- | -------------- | ---------- | ---------------------------------- | ---------------------------------- | ------ | ---------------- | ------------------------------- |
| посёлок Северный  | 19 214 864 002 | 1207       | 54                                 | 6                                  | 162351 | 394              | 60°46′36″ с. ш. 46°57′17″ в. д. |
| посёлок Сусоловка | 19 214 864 001 | 1206       | 70                                 | —                                  | 162380 | 790              | 60°49′02″ с. ш. 47°02′58″ в. д. |
| посёлок Химзавод  | 19 214 864 003 | 1208       | 55                                 | 5                                  | 162351 | 17               | 60°47′47″ с. ш. 46°57′38″ в. д. |